# Caudete de las Fuentes
Pour les articles homonymes, voir Fuentes.
Caudete de las Fuentes est une commune de la province de Valence, dans la Communauté valencienne, en Espagne. Elle est située dans la comarque de Requena-Utiel et dans la zone à prédominance linguistique castillane. Sa population s'élevait à 692 habitants en 2013.

## Géographie

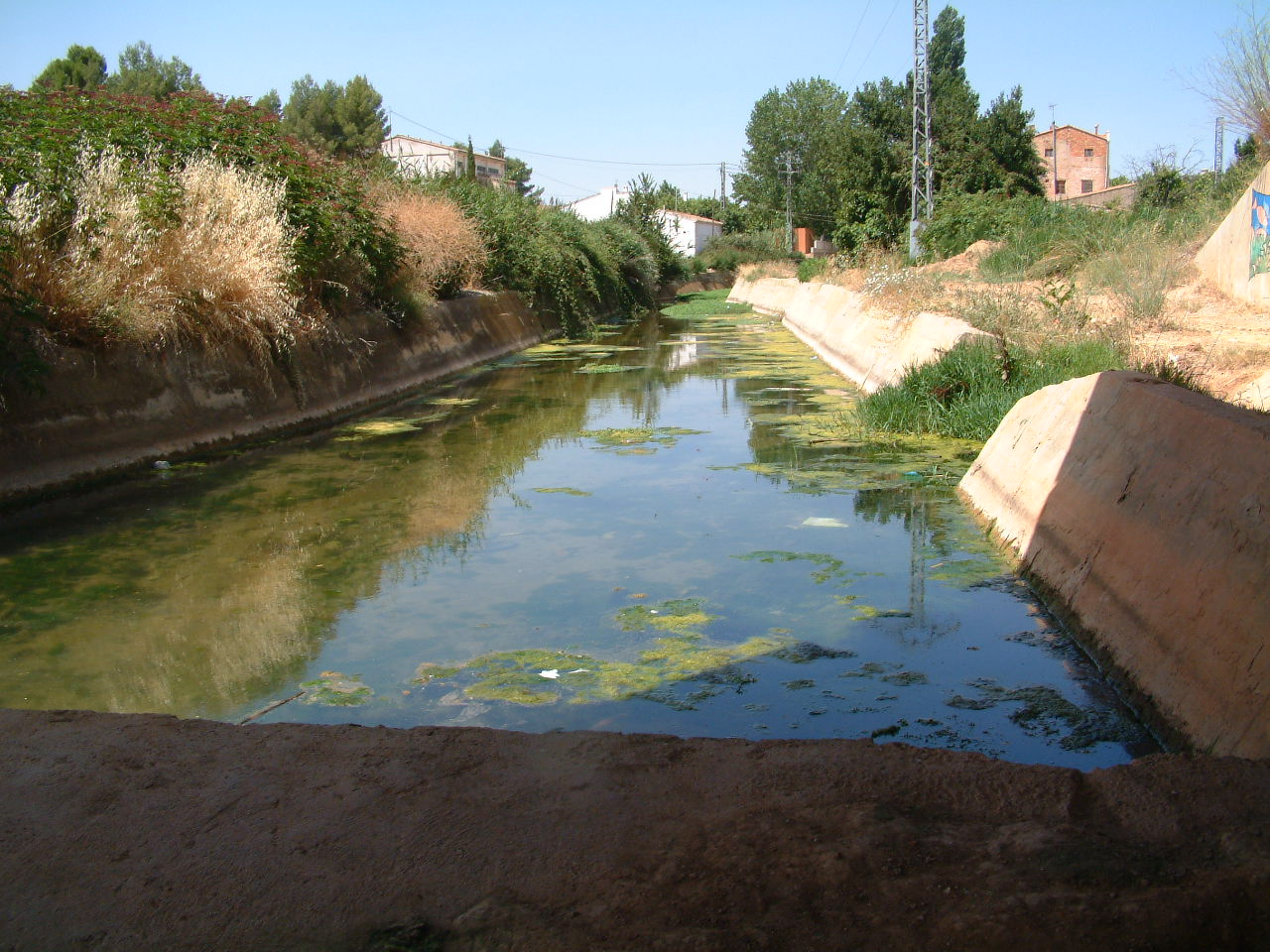
La rivière Madre, à Caudete de las Fuentes.

Localisation de Caudete de las Fuentes
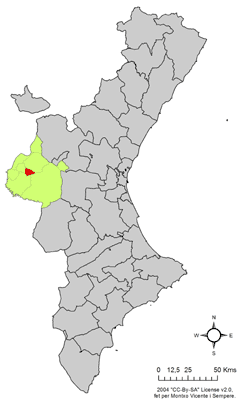
dans la Communauté valencienne.
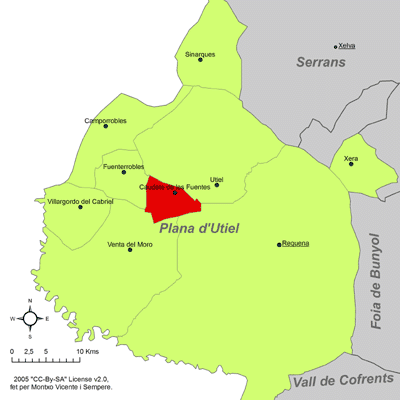
dans la comarque de Requena-Utiel.

### Localités limitrophes
Le territoire municipal de Caudete de las Fuentes est voisin de celui des communes suivantes :
Fuenterrobles, Requena, Utiel et Venta del Moro, toutes situées dans la province de Valence.

## Démographie
| 1990 | 1992 | 1994 | 1996 | 1998 | 2000 | 2002 | 2004 | 2005 |
| ---- | ---- | ---- | ---- | ---- | ---- | ---- | ---- | ---- |
| 997  | 902  | 891  | 845  | 812  | 805  | 811  | 795  | 783  |

## Administration
Liste des maires, depuis les premières élections démocratiques.
| Législature | Nom du Maire            | Parti politique |
| ----------- | ----------------------- | --------------- |
| 1979-1983   | Felipe Viana Dominguez  | IND             |
| 1983-1987   | Julio Maeso Mateo       | PSOE            |
| 1987-1991   | Jose Julio Domingo Moya | CDS             |
| 1991-1995   | Jose Julio Domingo Moya | CDS             |
| 1995-1999   | Genaro Sáez Iranzo      | PP              |
| 1999-2003   | Rafael Cerveró Vicente  | PP              |
| 2003-2007   | Rafael Cerveró Vicente  | PP              |
| 2007-2011   |                         |                 |

### Sources
- (es) Cet article est partiellement ou en totalité issu de l’article de Wikipédia en espagnol intitulé « Caudete de las Fuentes » (voir la liste des auteurs).